# Clyde, Kansas
Clyde är en ort i Cloud County i Kansas. Vid 2020 års folkräkning hade Clyde 694 invånare.